# Plaxton
 (novembre 2021).
La mise en forme du texte ne suit pas les recommandations de Wikipédia : il faut le « wikifier ».
Les points d'amélioration suivants sont les cas les plus fréquents :
- Les titres sont pré-formatés par le logiciel. Ils ne sont ni en capitales, ni en gras.
- Le texte ne doit pas être écrit en capitales (les noms de famille non plus), ni en gras, ni en italique, ni en « petit »…
- Le gras n'est utilisé que pour surligner le titre de l'article dans l'introduction, une seule fois.
- L'italique est rarement utilisé : mots en langue étrangère, titres d'œuvres, noms de bateaux, etc.
- Les citations ne sont pas en italique mais en corps de texte normal. Elles sont entourées par des guillemets français : « et ».
- Les listes à puces sont à éviter, des paragraphes rédigés étant largement préférés. Les tableaux sont à réserver à la présentation de données structurées (résultats, etc.).
- Les appels de note de bas de page (petits chiffres en exposant, introduits par l'outil «  Source ») sont à placer entre la fin de phrase et le point final[comme ça].
- Les liens internes (vers d'autres articles de Wikipédia) sont à choisir avec parcimonie. Créez des liens vers des articles approfondissant le sujet. Les termes génériques sans rapport avec le sujet sont à éviter, ainsi que les répétitions de liens vers un même terme.
- Les liens externes sont à placer uniquement dans une section « Liens externes », à la fin de l'article. Ces liens sont à choisir avec parcimonie suivant les règles définies. Si un lien sert de source à l'article, son insertion dans le texte est à faire par les notes de bas de page.
- La présentation des références doit suivre les conventions bibliographiques. Il est recommandé d'utiliser les modèles {{Ouvrage}}, {{Chapitre}}, {{Article}}, {{Lien web}} et/ou {{Bibliographie}}. Le mode d'édition visuel peut mettre en forme automatiquement les références.
- Insérer une infobox (cadre d'informations à droite) n'est pas obligatoire pour parachever la mise en page.

Pour une aide détaillée, merci de consulter Aide:Wikification.
Si vous pensez que ces points ont été résolus, vous pouvez retirer ce bandeau et améliorer la mise en forme d'un autre article.
Plaxton Ltd est un fabricant anglais de carrosseries d'autobus et d'autocars basé à Scarborough. La société a été créée en 1907 par Frederick William Plaxton. Elle est devenue une filiale d'Alexander Dennis en mai 2007. En 2019, Alexander Dennis est racheté par le constructeur d'autobus canadien New Flyer et intégré dans la holding NFI Group.

## Histoire
L'entreprise Plaxton, créée en 1907, était, à l'origine, un atelier de menuiserie qui s'est ensuite développée en devenant une entreprise de construction. Plaxton a construit un certain nombre de bâtiments à Scarborough. Peu après la Première Guerre mondiale, Plaxton se diversifie et se lance dans la construction de chars à bancs sur des châssis de Ford T. La société a également réalisé des carrosseries pour des particuliers possédant des châssis Rolls-Royce, Sunbeam ou Daimler, mais surtout Crossley. Cette activité s'est poursuivie durant les années 1920, mais la dépression de 1929-1933 a engendré de grosses difficultés dans le secteur des automobiles de luxe. La société s'est alors orientée vers les carrosseries d'autocars qui sont devenues l'activité principale dès 1930. Les clients étaient alors des petites compagnies de transports locales, Scarborough étant une station balnéaire populaire.

### Les années 1930/50
En 1936, Plaxton lance la construction d'une grande usine à Scarborough qui a permis d'augmenter sensiblement la production d'autocars. Plaxton est devenu populaire auprès des nombreux opérateurs indépendants du nord de l'Angleterre.
Plaxton a réussi à imposer son style particulier de carrosserie avec une face avant très arrondie au niveau du pare-brise et des vitres latérales inclinées vers l'arrière à l'avant, droites au centre et inclinées vers l'avant à l'arrière. La carrosserie réalisée sur le châssis Bedford WTB était assez remarquable pour ses formes particulières.
Au début de la Seconde Guerre mondiale en 1939, la fabrication des autocars est remplacée par des munitions, sous le contrôle du ministère de la Production aéronautique, au titre de l'effort de guerre. Les archives des productions antérieures sont perdues lorsqu'une bombe incendiaire a mis le feu et détruit l'usine en 1943.

### Les années 1950/60
Après la reconstruction de l'usine, la production reprend en toute fin d'année 1945. En 1951, l'entreprise est enregistrée en tant que société privée, sous la raison sociale Plaxtons (Scarborough) Limited.
Deux nouveaux modèles sont présentés au Salon de l'automobile de 1950. Pour la première fois, la nomenclature des modèles Plaxton n'est plus un nombre mais un nom pour chaque modèle. La carrosserie Envoy est destinée aux châssis traditionnels avec le moteur à l'avant. La carrosserie Crusader peut être montée indifféremment sur un châssis traditionnel avec moteur à l'avant ou un châssis avec moteur sous le plancher. L'Envoy et le Crusader sont fabriqués conformément aux nouvelles dimensions autorisées de 9,1 m (30 ft) sur 2,4 m (8 ft).
Le modèle Envoy n'a pas connu le moindre succès, certainement à cause du type obsolète des châssis auxquels il était destiné, tandis que le Crusader a très vite été remplacé par un nouveau modèle avec le moteur sous le plancher : le Venturer dont le style reprend l'avant du Crusader avec une caisse aux lignes plus conservatrices. Lorsque la version II apparaît en 1952, le Venturer est devenu le modèle standard de Plaxton.
Le Consort est présenté au Commercial Motor Show de 1956. C'est un développement du Venturer.
En 1957, son fondateur, Frederick William Plaxton, décède et son fils Frederick Junior, surnommé Eric, lui succède à la présidence de la société.
En 1958, Plaxton est missionné par la compagnie de transports "Sheffield United Tours" (SUT) pour réaliser une carrosserie plus simple. Le résultat est le Panorama avec de grandes fenêtres latérales rectangulaires fixes et une face avant verticale pour respecter les canons à la mode du style contemporain lancé par les carrossiers italiens. Les six premiers exemplaires du Panorama, appelés Panorama Pioneer par SUT, sont construits sur un châssis AEC Reliance et peuvent accueillir 36 passagers. La version Panorama de série, avec 41 sièges, est présentée au Salon de l'automobile de 1958.

### Les années 1960/80

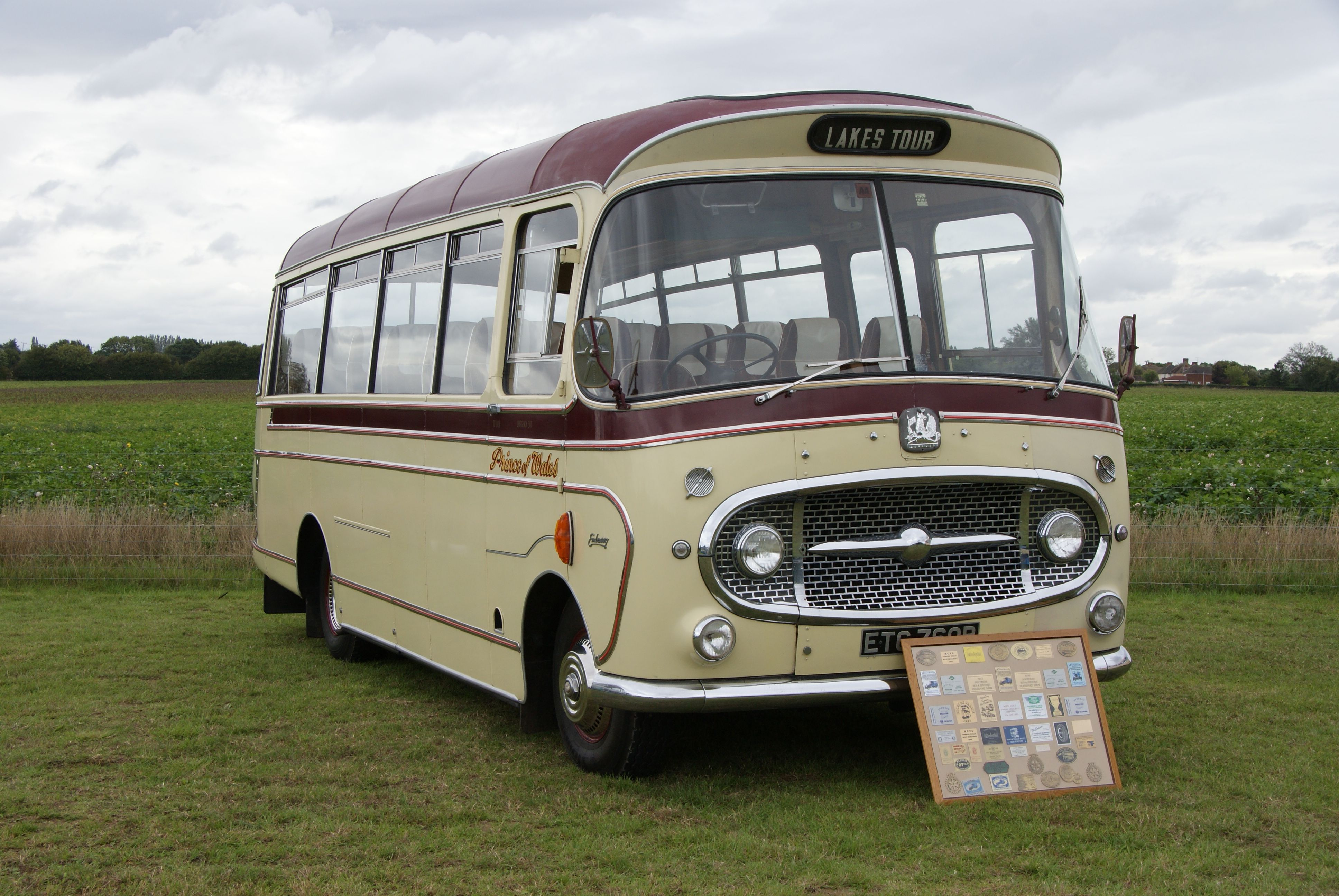
Plaxton Embassy sur châssis Bedford VAS

En 1961, le Consort IV évolue et est renommé Embassy. La principale modification concerne les fenêtres qui ne sont plus alignées sur les flancs verticaux de la carrosserie mais légèrement inclinées vers le toit. Le Panorama a aussi évolué avec une nouvelle face avant.
Dès que la législation l'a permis, les versions de 11 mètres (36 pieds) de ces deux modèles sont fabriquées sur des châssis Leyland Leopard et AEC Reliance, et mesurent 2,50 mètres (8 pieds 2,5 pouces) de large. Le premier autocar de 11 mètres en Grande-Bretagne est un Panorama livré en 1961. À partir de 1963, toutes les carrosseries Plaxton de 11 mètres utilisent la nouvelle carrosserie Panorama, avec des fenêtres de grande taille, fixes ou ouvrantes.
Sous le nom Embassy, il y a deux modèles distincts, l'un de 11 mètres avec le moteur sous le plancher monte la caisse du Panorama, l'autre de 9,1 m (type Midibus) est restylé en 1964 et baptisé Embassy III. Avec ce modèle, Plaxton abandonne l'ovale caractéristique qui ornait depuis l'origine la calandre des modèles de la marque.

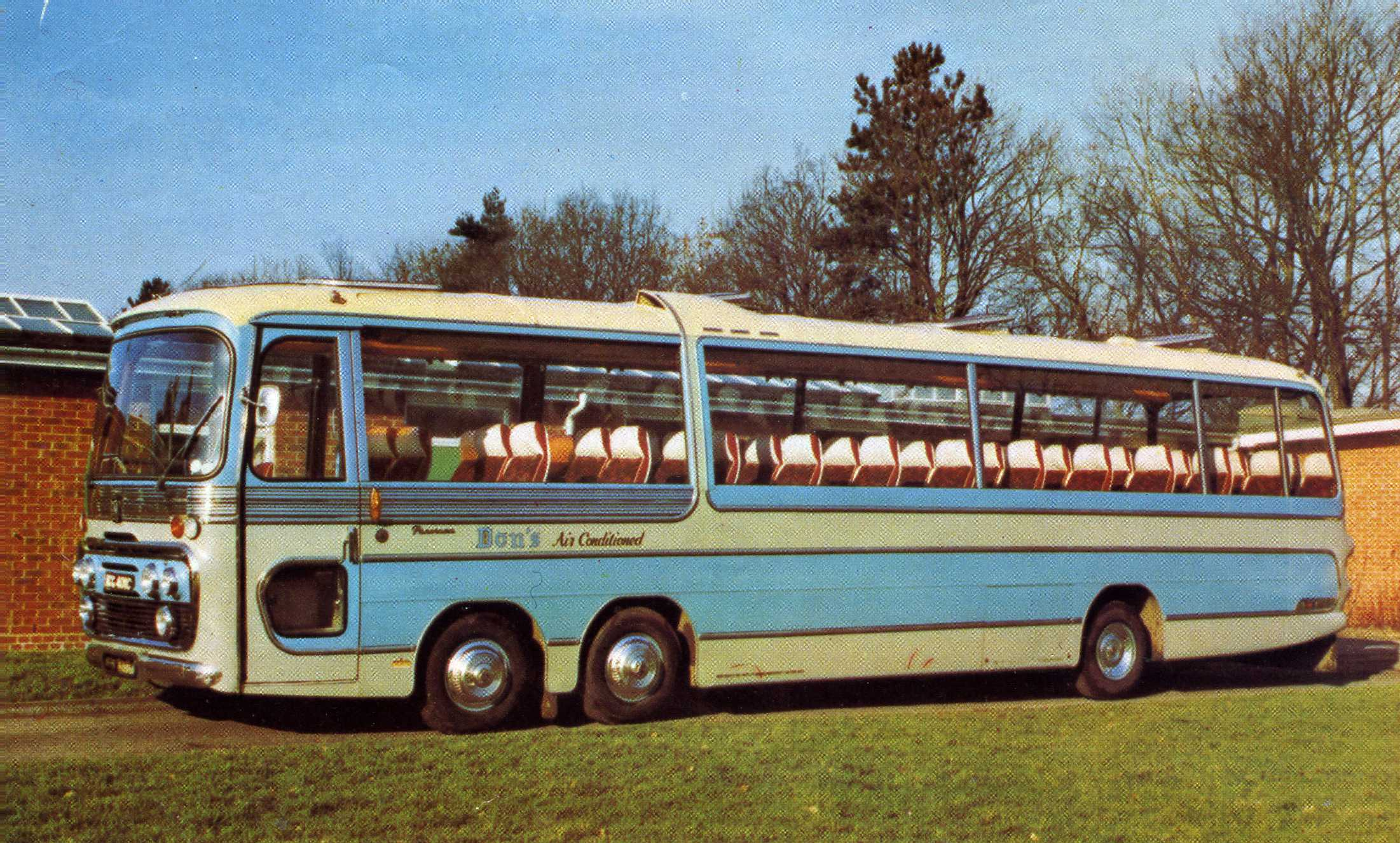
Plaxton Panorama avec un châssis Bedford VAL (1965)

La gamme d'autocars Plaxton présentée au Salon de l'automobile de 1964 est profondément restylée par le cabinet de design Ogle Design. Pour la première fois, le Panorama est proposé sur tous les types de châssis, y compris les Ford R226 et Bedford VAL.

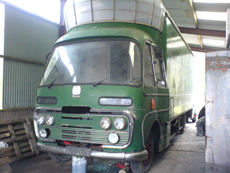
Plaxton Panorama sur châssis Bedford SB3 véhicule de cinéma mobile

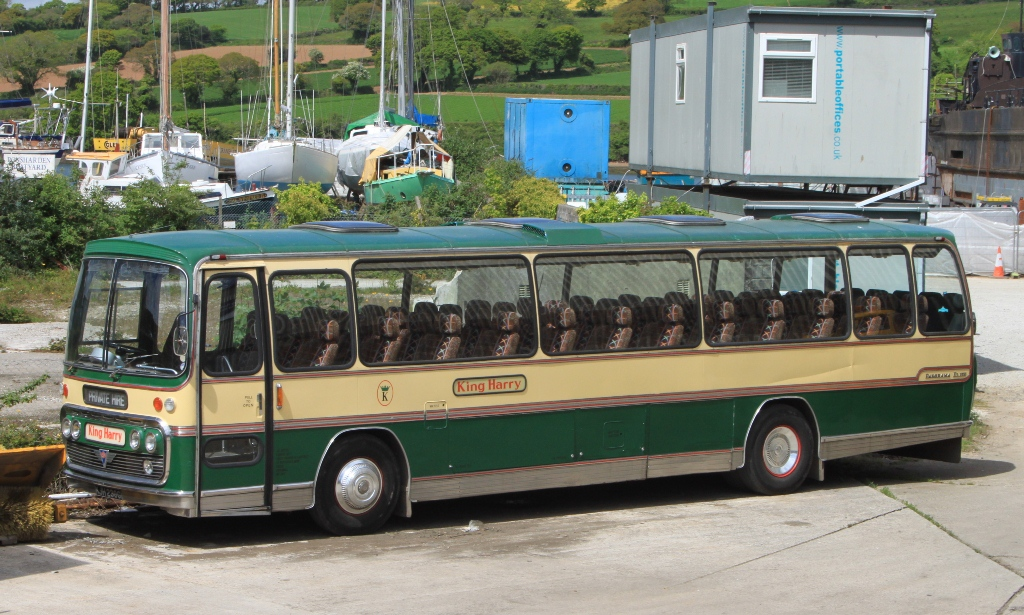
Plaxton Panorama Elite sur châssis AEC Reliance

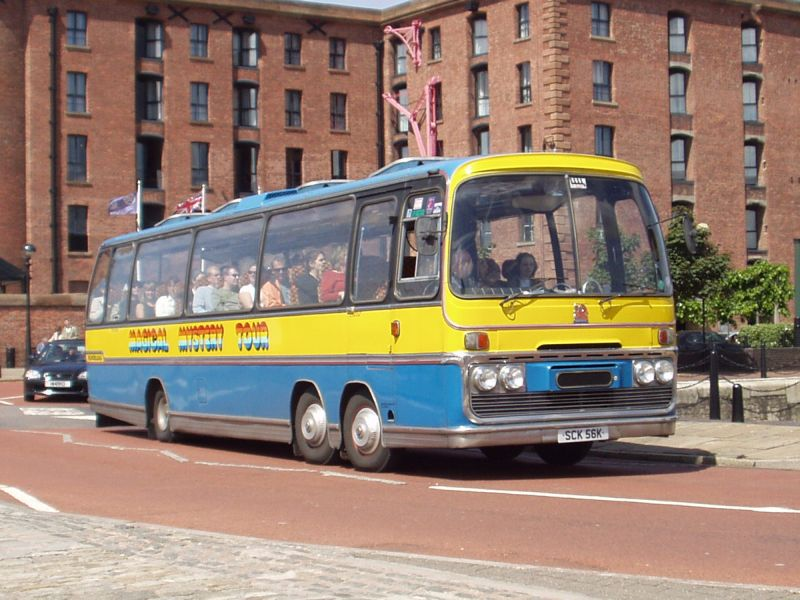
Plaxton Panorama Elite II sur châssis Bedford VAL à Liverpool

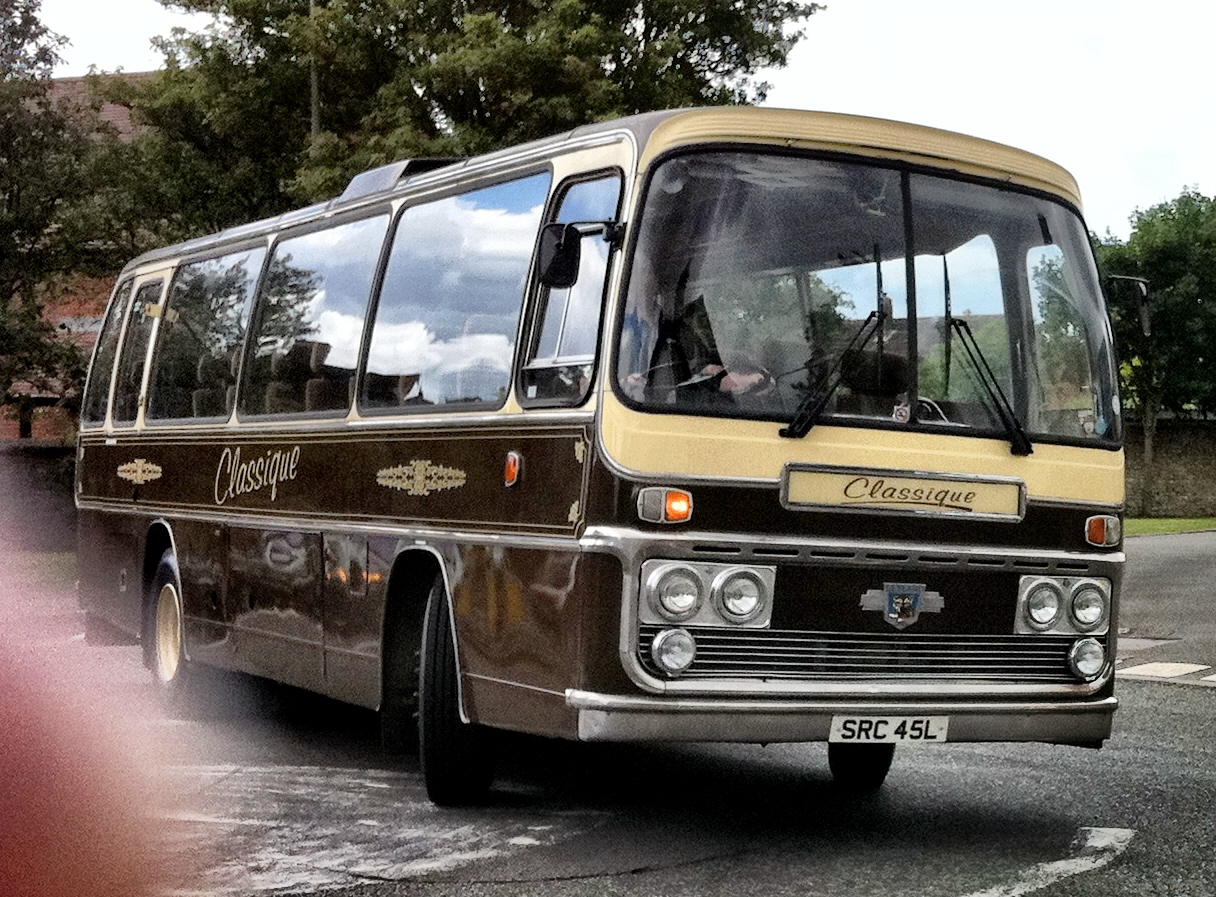
Plaxton Panorama Elite III sur châssis Leyland Leopard de 11 m

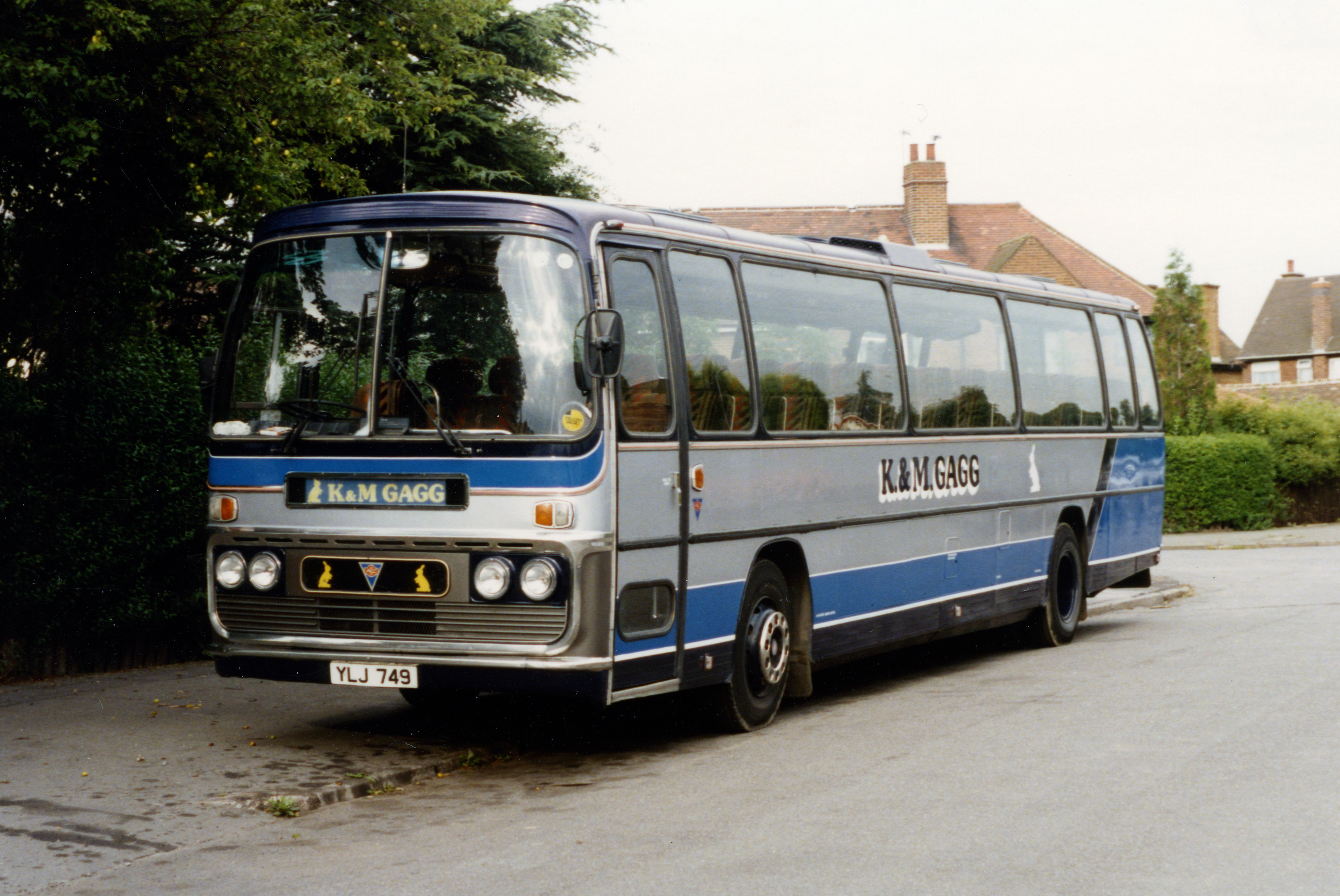
Plaxton Panorama Elite III sur châssis AEC Reliance de 12 m

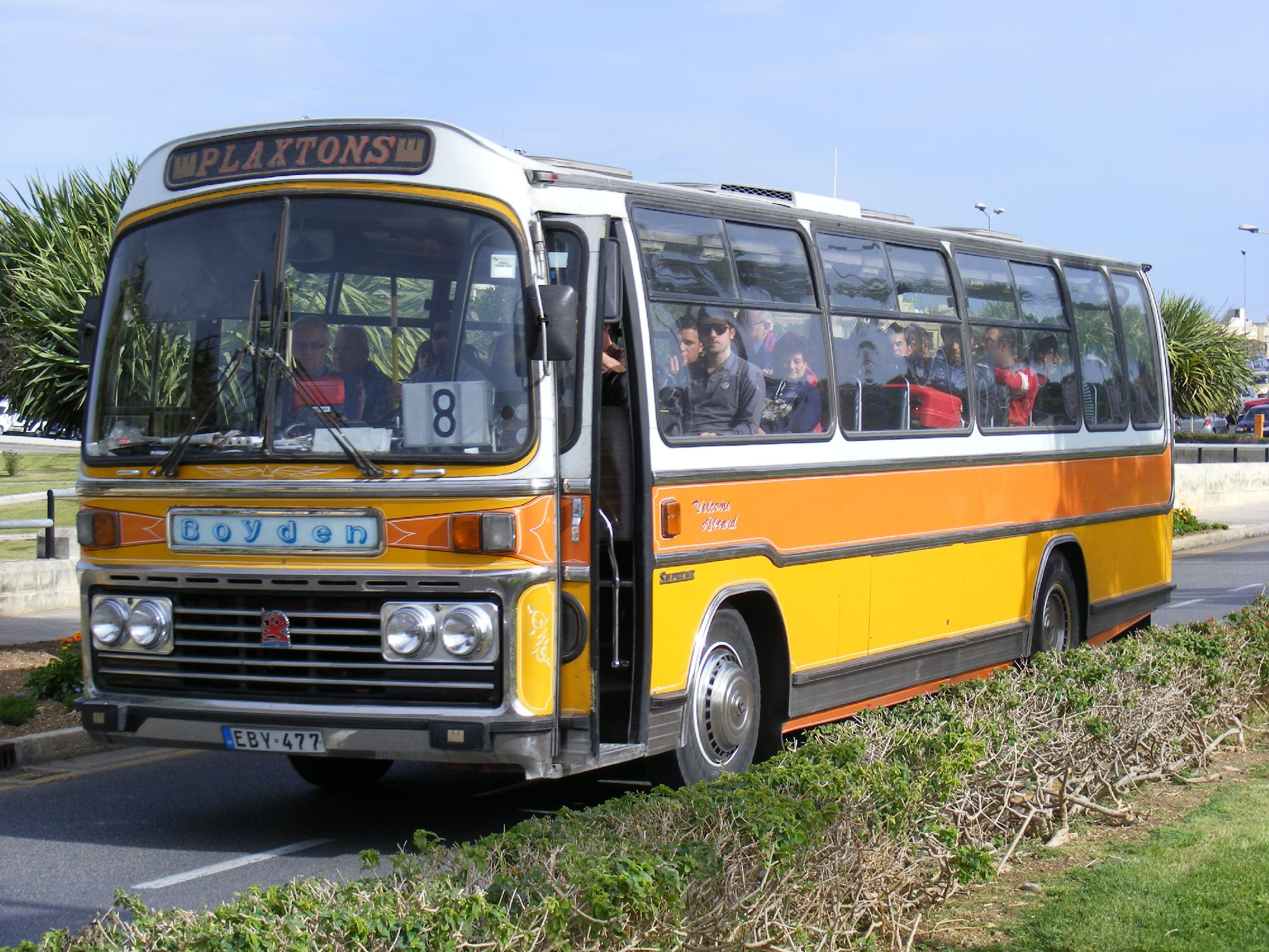
Plaxton Supreme sur châssis Bedford à Malte

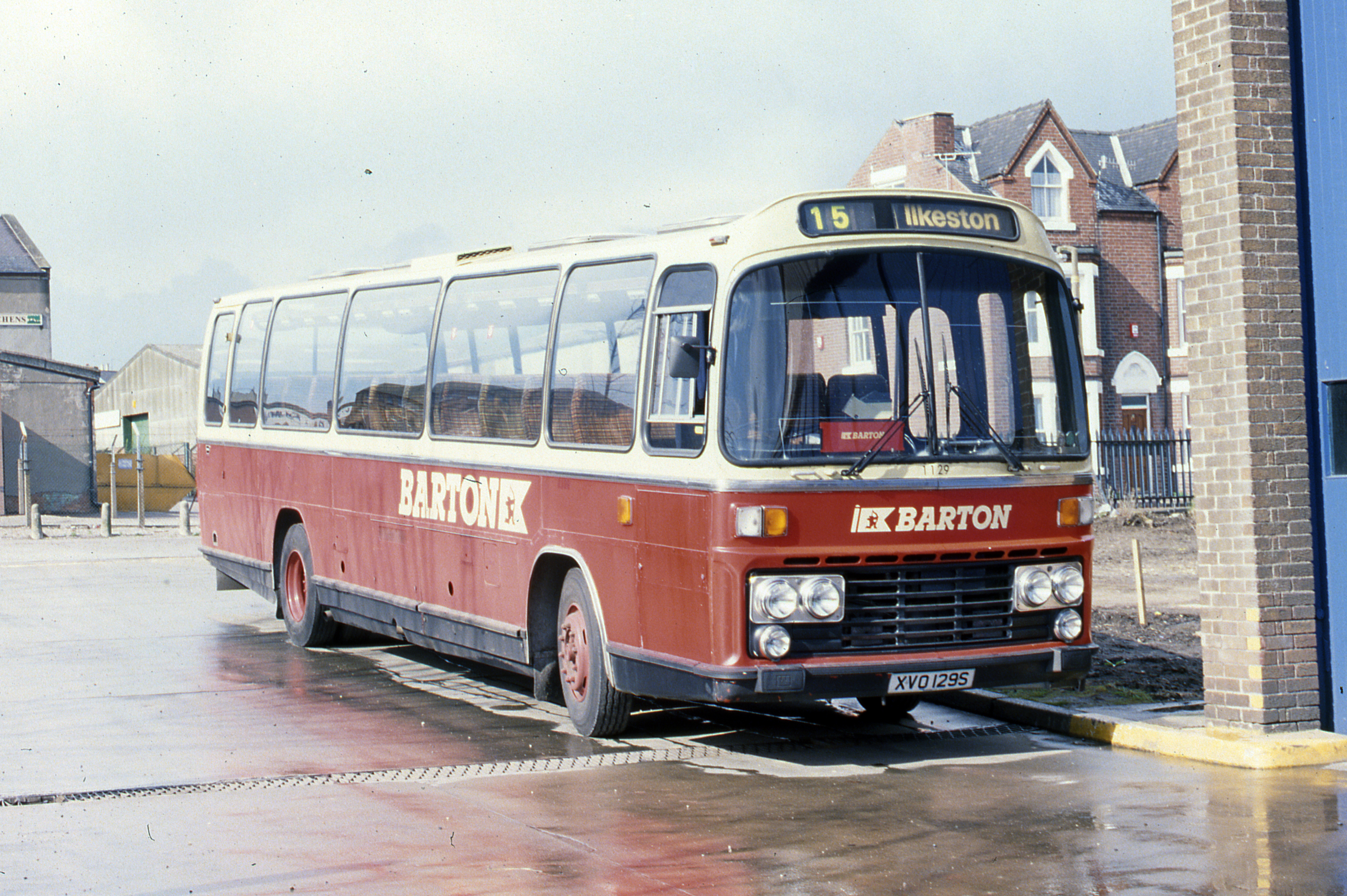
Plaxton Supreme III sur châssis Leyland Leopard à Ilkeston

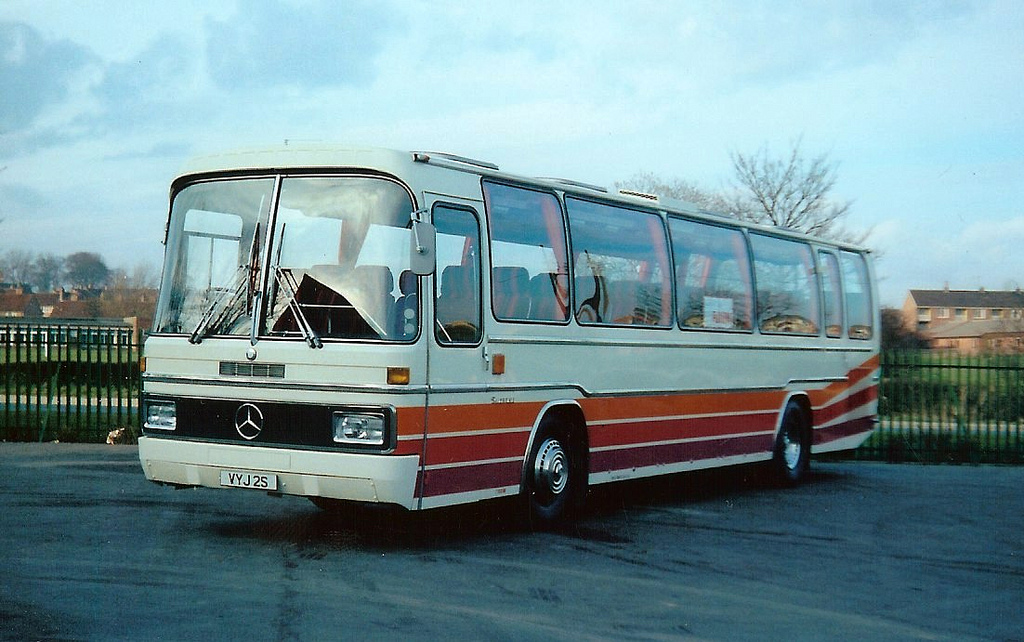
Plaxton Supreme IV sur châssis Mercedes-Benz O 303 (1978)

Au "Commercial Motor Show" de Londres de 1968, Plaxton présente un nouveau modèle, le Panorama Elite. Ce type de véhicule a servi de référence pour la conception des autocars britanniques durant les 14 années suivantes. Les lignes épurées assurent une belle élégance à la caisse très lumineuse avec de grandes baies vitrées légèrement cintrées au raccordement avec le toit ; on croirait l'oeuvre d'un designer italien. Les premières modifications, très mineures, apportées au Panorama Elite sont dévoilées au Salon de l'automobile commerciale de Londres en 1970. La série Elite se termine en 1973 avec le lancement du Panorama Elite III, reconnaissable à la présence d'une porte issue de secours à l'arrière droit, devenue obligatoire.
Le principal concurrent du Panorama Elite III est le Duple Dominant, présenté au Commercial Motor Show de Londres en 1972. Le Duple a une carrosserie entièrement en acier et reprend de nombreux éléments du Panorama Elite. Le lancement du Dominant a eu lieu sur le Lac de Garde en Italie.
L'étude du remplaçant du Panorama Elite commence en 1974 sous le nom de projet "Panorama Supreme". Lors de son lancement, il est baptisé simplement Supreme. Cette carrosserie va faire l'objet d'une très longue mise au point car l'usine et le personnel ne sont pas équipés pour les carrosseries en acier. Aussi sur les premières séries, des filets de bois maintiennent encore les panneaux et dans certaines versions, le bois est pris en sandwich dans l'acier. Il faudra attendre 1978 pour que la carrosserie soit véritablement toute en acier.
Il y a eu six versions du Supreme et même sept avec le Mini Supreme. Le développement a été long car le constructeur n'a pas voulu compromettre sa position de leader sur le marché. Le Supreme I est un autocar de 29 places construit sur un châssis Bedford VAS avec une porte pivotante standard. Le Supreme II est réalisé sur le châssis Bristol LHS de 35 places, avec un moteur Leyland série 400. Le Supreme III est le premier autocar "grande longueur" (12 mètres).
Le Suprême IV est présenté en 1978 lors du Salon International de l'Automobile au National Exhibition Centre de Birmingham. La principale innovation réside dans sa carrosserie entièrement en acier. La face avant est totalement différente, avec quatre phares rectangulaires montés les uns au-dessus des autres intégrant les feux de position et les clignotants. Le modèle comprend trois variantes : Supreme IV, IV Express et IV GT.
Le dernier modèle, le Supreme VI est le moins réussi de la série avec des fenêtres réduites et trop hautes plus adaptées aux autocars pour les longs trajets. Seulement 100 exemplaires ont été fabriqués.
La Série Supreme comme le Panorama I et le Panorama Elite connaissent le succès dès leur présentation, accumulant de nombreuses commandes de petits opérateurs nationaux et même de compagnies internationales, notamment néerlandaises sur châssis Deutz.

### La période Paramount

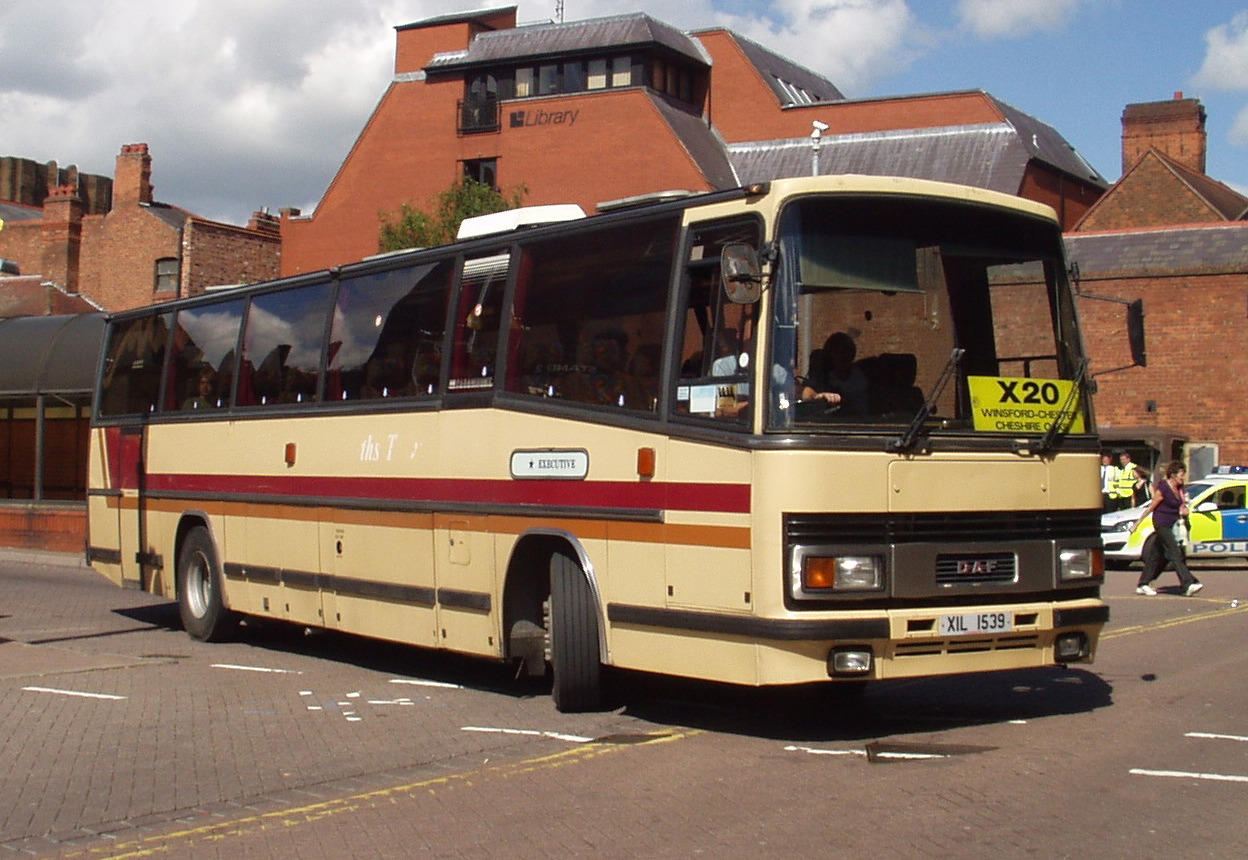
Plaxton Paramount I sur châssis DAF MB200 à Chester

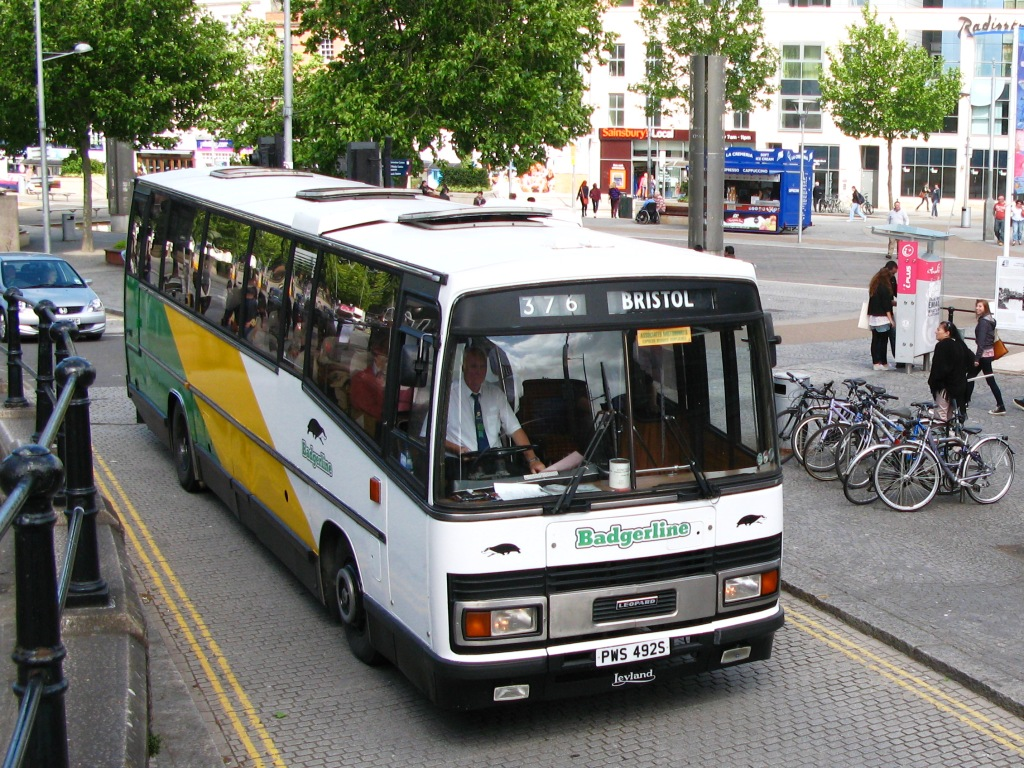
Plaxton Paramount I sur châssis Leyland Leopard

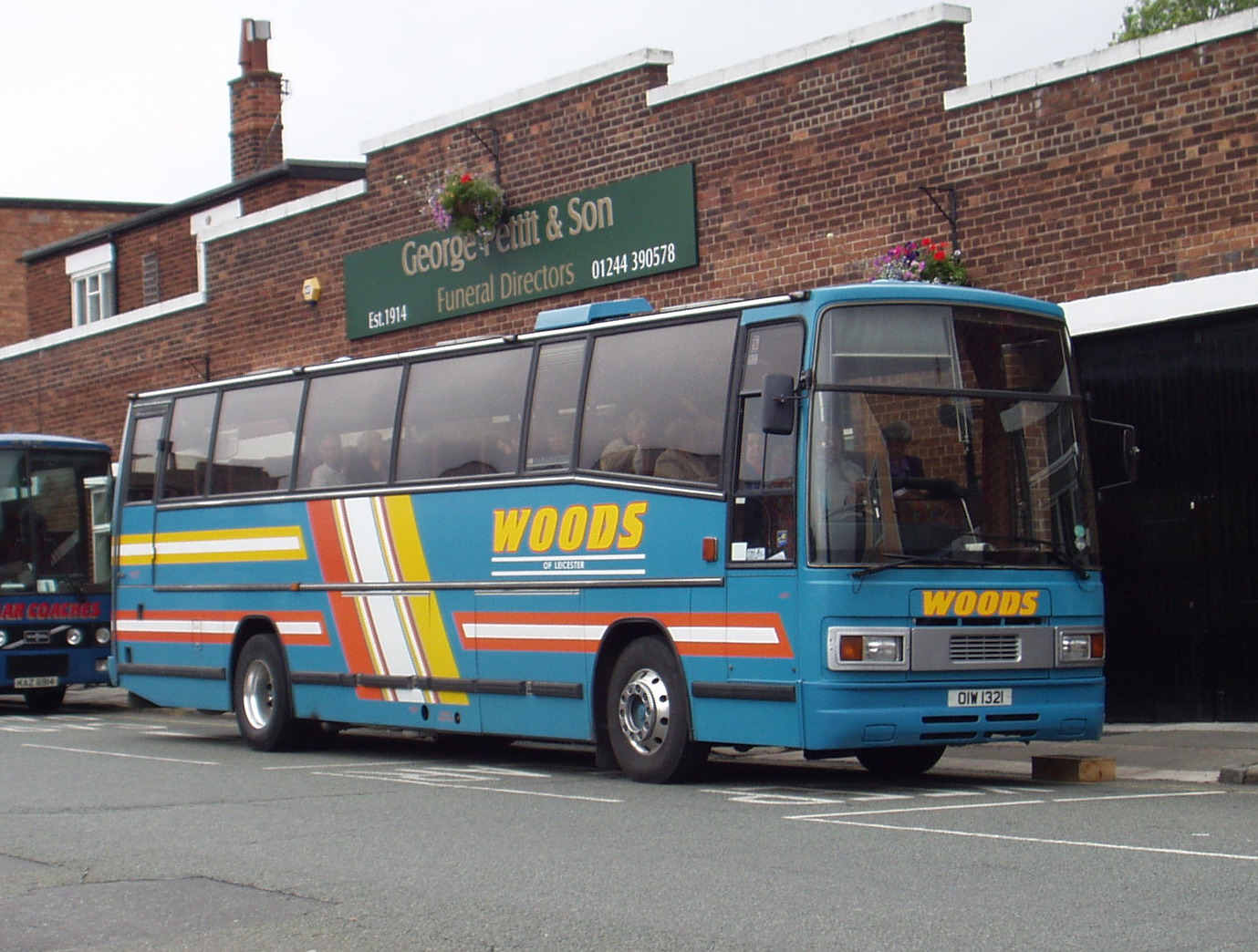
Plaxton Paramount II sur châssis Volvo B10M à Chester

À la fin des années 1970, le marché des autocars britanniques est dominé par deux véhicules similaires : le Plaxton Supreme et le Duple Dominant. Au début des années 1980, les compagnies de service public de transport par autocar de plus de 30 milles sont modifiées à la suite de l'application du "Transport Act 1980". Certains opérateurs ont tenté de mieux concurrencer les chemins de fer et les compagnies aériennes pour les voyages express et interurbains. De ce fait, ils ont abandonné les châssis légers de Bedford et Ford au profit de châssis plus lourds de Leyland Motor et Volvo. L'accent est mis sur l'amélioration du confort des passagers. Les opérateurs ont également manifesté un intérêt croissant pour les véhicules étrangers importés des pays européens, avec leur design élégant et leur qualité de finitions. Les modèles Neoplan et Van Hool notamment, ont été très prisés.
Pour contrer cette concurrence, Plaxton charge le cabinet Ogle Design de créer un nouveau look pour ses autocars. Le Plaxton Paramount est présenté au British Motor Show de 1982. Cet autocar est plus carré que le Supreme, avec des lignes très épurées. Le Paramount est décliné en deux versions, le Paramount 3200, disponible en longueurs de 8, 10, 11 et 12 mètres, et le Paramount 3500 à plancher surélevé, disponible en longueurs de 11 et 12 mètres, destiné à remplacer le Viewmaster. En 1984, Plaxton présente la version à deux étages (double decker) Paramount 4000 sur un châssis Neoplan puis, l'année suivante, sur des châssis Volvo, Scania ou DAF.
En 1985, Plaxton présente le Paramount II qui présente une façade avant plus simple. (Voir l'image avec la Paramount 4000) Fini le moulage en plastique noir sous le pare-brise et l'apparence "trou" du centre de la calandre entre les lumières. Les phares rectangulaires ont été conservés dans un cadre argenté brillant. D'autres modifications comprenaient des porte-bagages plus profonds capables de supporter la climatisation. Un matériau semblable au tweed a été utilisé pour couvrir la jupe intérieure et une grande partie des supports.
Une variante avec le poste de conduite bas est disponible sur le Paramonut 3200. Cette version, prisée des touristes, limite la vue dominante du conducteur sur la route mais favorise celle des passagers.
En 1986, Plaxton présente la dernière version mais la plus élégante du Paramount, le Paramount III. En 1989, Plaxton satisfait à une demande de la compagnie privatisée "National Express" pour une variante du Paramount III destinée à la location, le Paramount Expressliner, construit sur un châssis Volvo, il dispose d'une façade arrière opaque, un élément qui sera repris sur certains modèles chez la plupart des constructeurs.

### Un nouveau départ avec Henlys

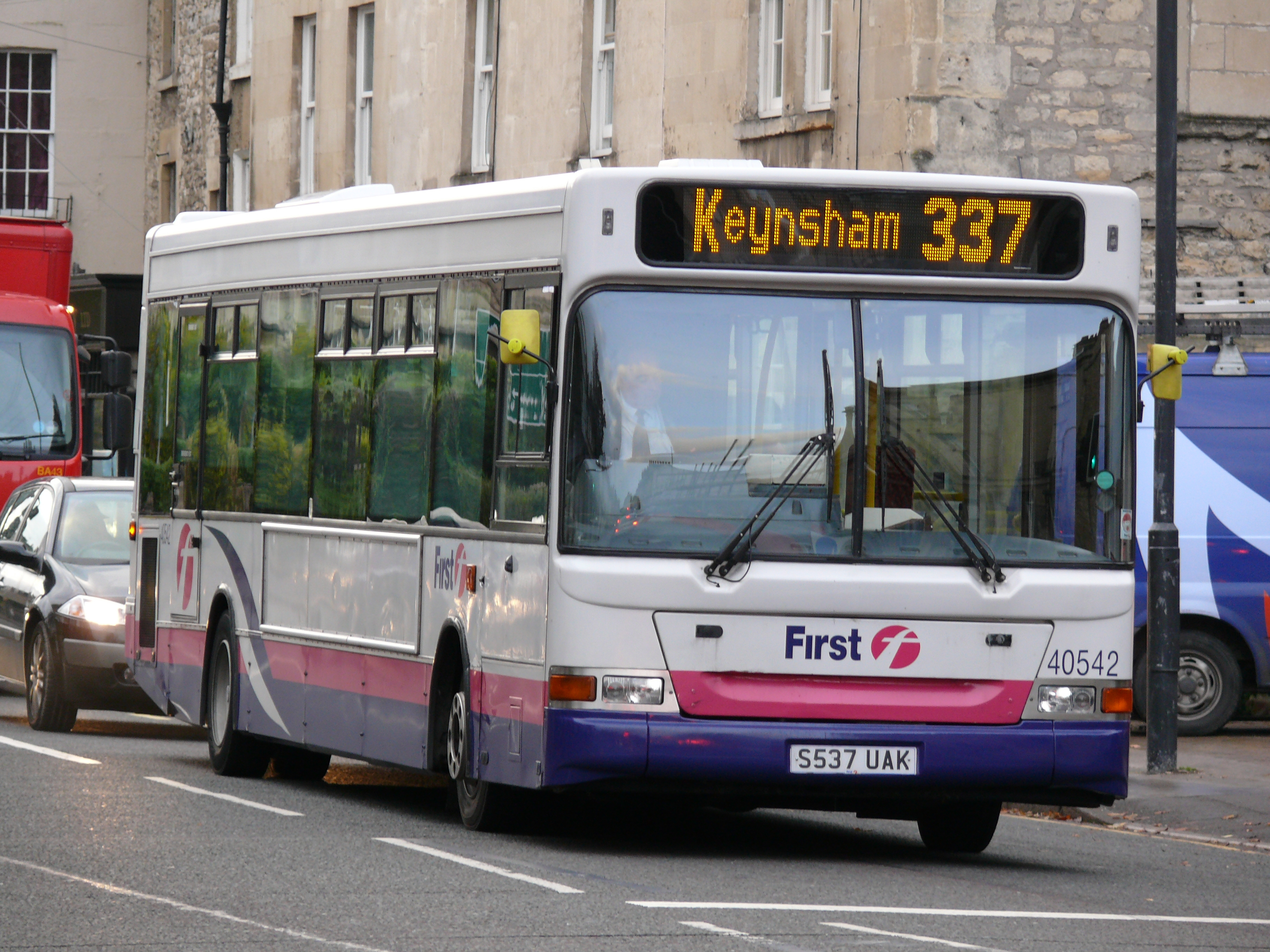
Plaxton Pointer sur châssis Dennis Dart SLF à Bath

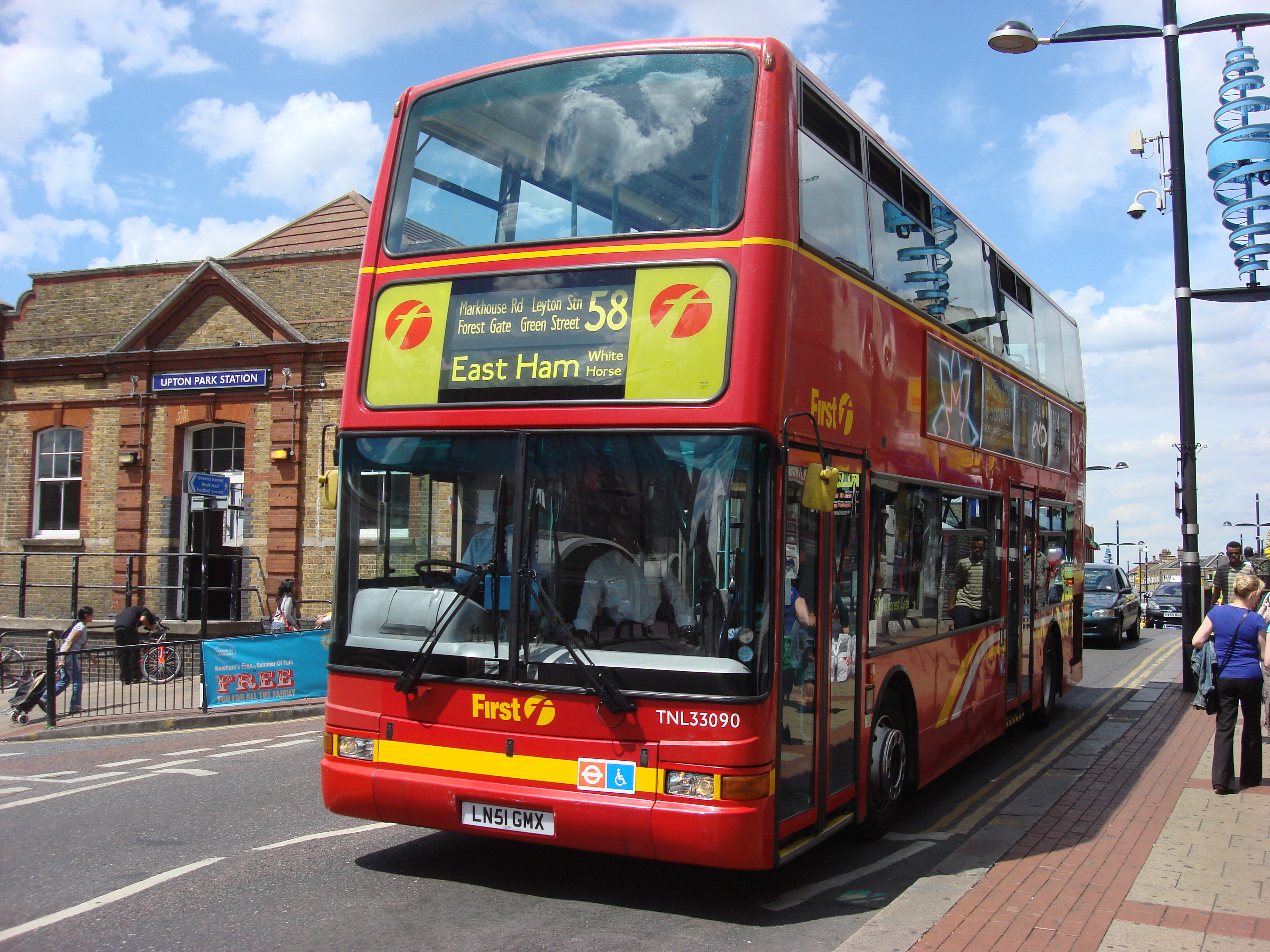
Plaxton President sur châssis Dennis Trident 2 à la gare d'Upton

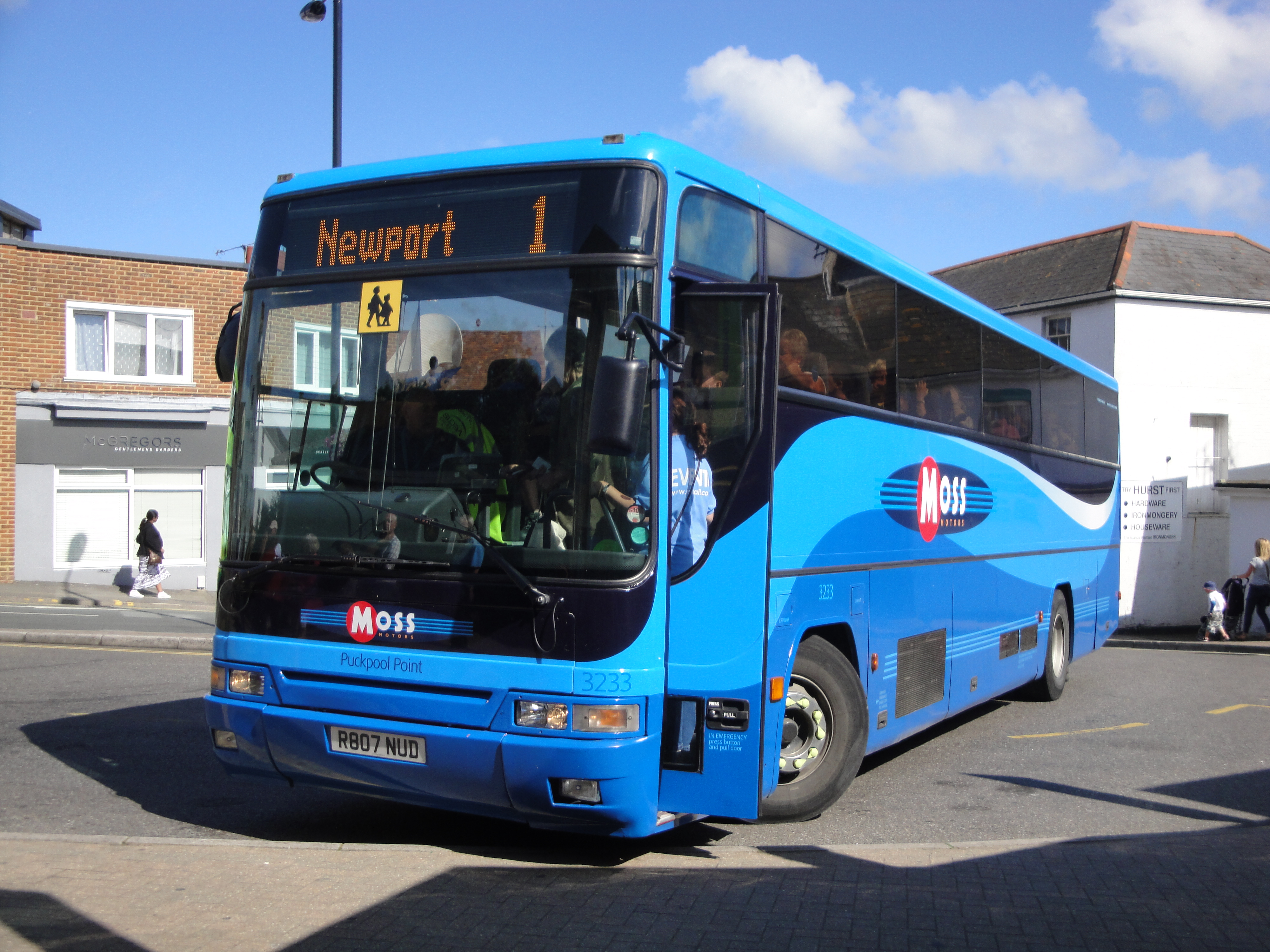
Plaxton Premiere sur châssis Volvo B10M - Ile de Wight

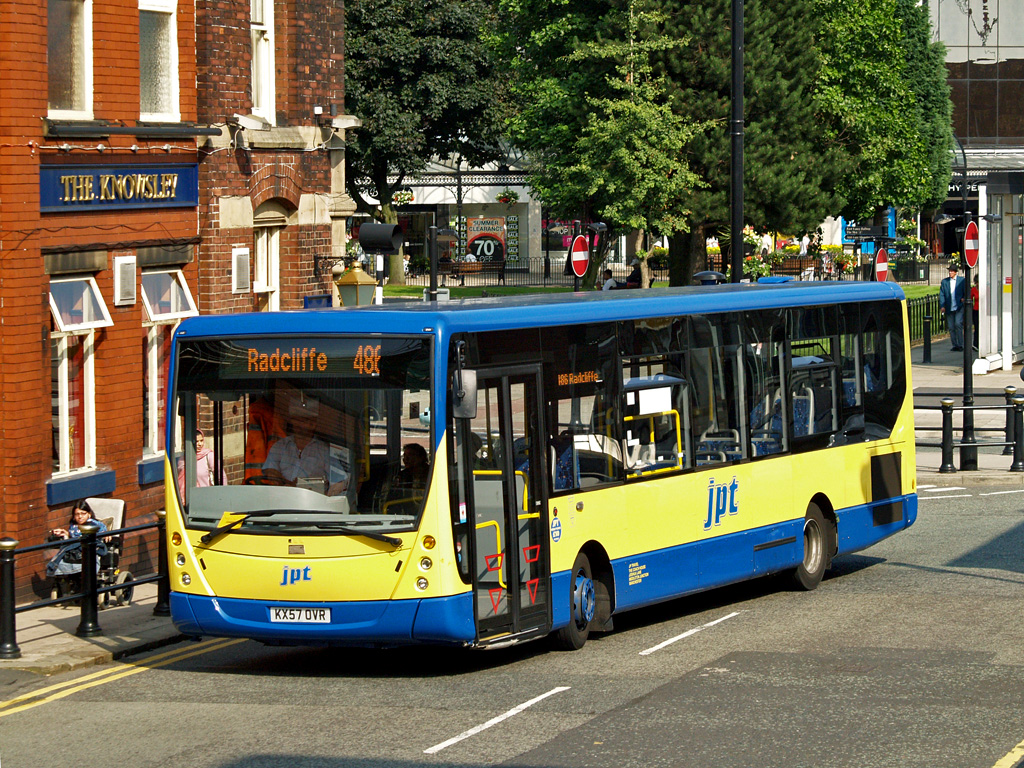
Plaxton Centro sur châssis MAN 18.240 à Manchester

Au milieu des années 1980, Plaxton connait de sérieuses difficultés. À la baisse sensible des commandes due à la conjoncture économique, s'ajoutent de graves problèmes de gestion et de production. En mars 1987, Plaxton est racheté par "Kirkby Bus & Coach", le plus gros concessionnaire de Plaxton. Kirkby investit pour moderniser l'usine vieillissante de Scarborough ce qui règle provisoirement quelques problèmes industriels, mais Kirkby est aussi importateur des autobus hongrois Ikarus.
En 1989, Plaxton rachète le groupe Henlys qui comprend 34 concessionnaires automobiles et Coleman Milne, un fabricant de corbillards et de limousines. Lea raison sociale de la société devient Plaxton Group plc.
En juillet 1989, Plaxton rachète les droits de fabrication des autocars de son principal concurrent national, Duple. Cela comprend les carrosseries pour les Duple 320 & 425. Duple Services Ltd., l'entreprise de pièces détachées est aussi achetée. Le Duple 320 est retravaillé en 1989 et 25 exemplaires sont construits et vendus sous le nom de Plaxton 321. Une version modifiée du Duple 425 est lancée en 1991. Ce modèle a été brièvement construit en France par la Carrosserie Lorraine sous le nom de Plaxton 425.
La Carrosserie Lorraine, devenue filiale d'IVECO en 1984, assemble les autocars Iveco 315 et 370 pour le marché français. Elle est reprise par Plaxton en 1989. Un lot de dix midibus IVECO 315 Lorraine a été vendu au Royaume-Uni en 1990-92, et seulement 12 Plaxton 425 ont été construits dans l'usine française en 1991-92. La Carrosserie Lorraine a fermé ses portes en mars 1992.
Le Dennis Dart, présenté en 1989, a connu un succès fulgurant. En 1991, Plaxton présente le midibus Pointer, suivi du Plaxton Verde. La même année, Plaxton présente les autocars Premiere et Excalibur.
En mai 1992, après un puissant remaniement managérial, la société est rebaptisée Groupe Henlys.
Le groupe Henlys a poursuivi une stratégie de diversification et d'expansion dans les années 1990. Le carrossier de bus Northern Counties est racheté en 1995.
En août 2000, Henlys crée une joint-venture avec Mayflower Corporation, propriétaire des constructeurs d'autobus Dennis et Alexander. La coentreprise, connue sous le nom de TransBus International, ne comprend que les activités de fabrication d'autobus des deux sociétés au Royaume-Uni, Plaxton et Northern Countries. Henlys détient 30 % de la coentreprise, qui emploie 3.300 salariés sur sept sites. Les marques Alexander, Dennis et Plaxton sont remplacées par TransBus International.
Le 31 mars 2004, TransBus International est placé sous administration judiciaire.

### Indépendant à nouveau
Le 17 mai 2004, les actifs de la société Plaxton sont rachetés dans le cadre d'un MBO par des membres de la direction et l'entreprise redémarre sous le nom de Plaxton Limited,
Plaxton emploie près de 300 personnes dans l'usine de Scarborough et 59 dans l'usine d'Anston, qui construit les petits autobus et autocars Beaver et Cheetah .
En mai 2005, Plaxton annonce son retour dans le secteur des autobus de service, en lançant le Centro, à un étage et plancher surbaissé sur le châssis VDL SB120, en 10,7 m de longueur. Le premier exemplaire est sorti d'usine en février 2006. À partir de 2007, le Centro est disponible avec les châssis VDL SB180 & SB200, MAN 14.220 ou Volvo B7RLE, en version de 10,2 m et 12 mètres de longueur.
En septembre 2005, Plaxton présente le Primo, un minibus à plancher surbaissé de 28 places de 7,9 m de long, équipé du moteur Cummins ISBe Euro III, monté transversalement à l'arrière. Le châssis du Primo est assemblé en Hongrie par "Enterprise Bus", un châssis conventionnel expédié à Scarborough.

### Rachat par Alexander Dennis

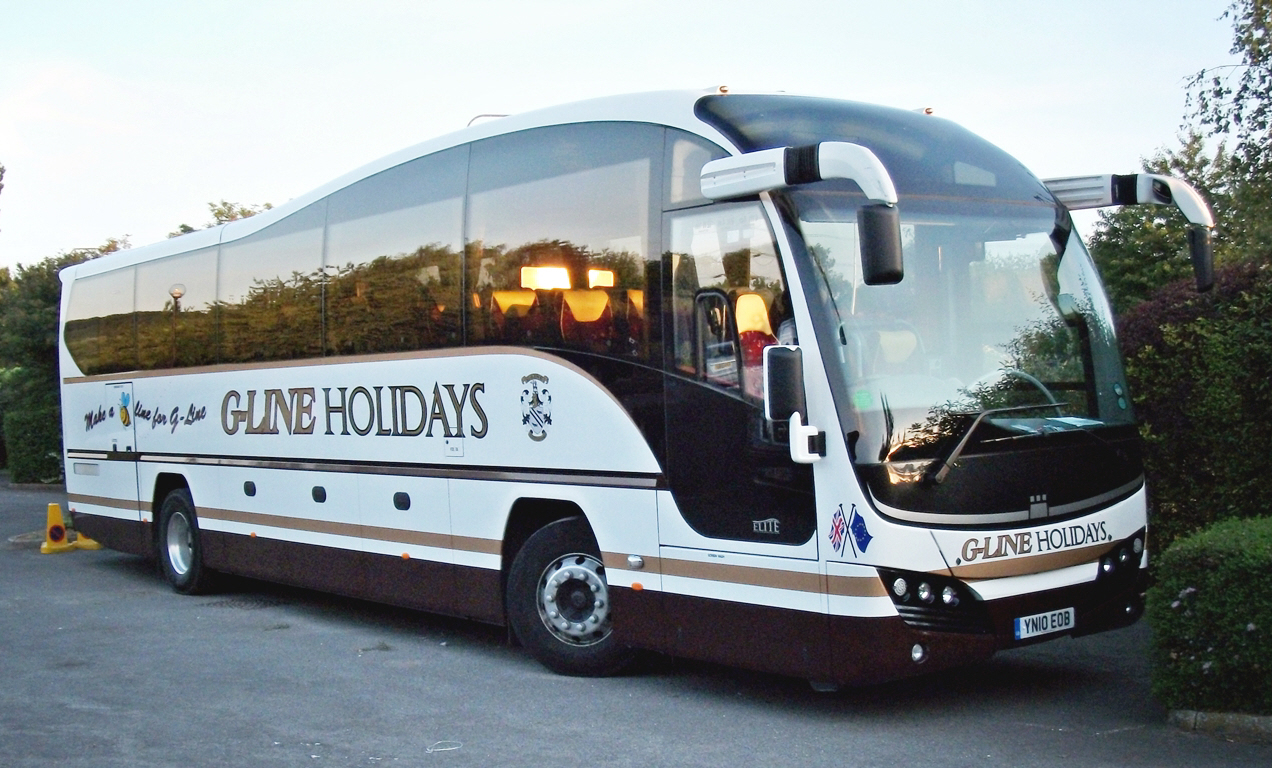
Plaxton Elite sur châssis Volvo B9R

En mai 2007, Plaxton est racheté par Alexander Dennis, recréant ainsi le groupement TransBus International. Mais à la fin de 2008, la carrosserie Centro est restée en production aux côtés des Enviro200 Dart et Enviro300 d'Alexander Dennis,.
En 2008, le nouveau Plaxton Elite est présenté à l'Euro Bus Expo de Birmingham. En 2011, 100 exemplaires ont déjà été livrés. Construit à l'origine sur le châssis Volvo B12B, il a été développé pour s'adapter aux châssis Volvo B9R et B13R.
En 2021, l'entreprise s'apprête à produire un modèle de bus électrique à pile à combustible hydrogène nommé H2.O.

## Modèles produits

### Actuellement

#### Autocars
Depuis le début d'année 2021, les modèles suivants sont fabriqués :
- Cheetah XL minibus
- Elite autocar de luxe
- Elite i autocar plancher haut
- Leopard autocar entrée de gamme[15]
- Panorama autocar double-decker[16]
- Panther autocar milieu de gamme
- Panther Cub autocar châssis court
- Panther LE autocar de service interurbain

#### Autobus
Depuis l'arrêt de la production des modèles Plaxton Centro, Primo et Pronto, Plaxton ne fabrique aucun autobus sous sa marque. Toutefois, l'usine Plaxton de Scarborough fabrique les autobus Enviro200 MMC et Enviro400 MMC pour le compte de sa société mère, Alexander Dennis.

### Anciens modèles
- Type A
- Série D
- Type F (cabine complète)
- Type J (demi cabine)
- Série K
- Série L
- Série M
- Q2
- Envoy
- Venturer I, II, III
- Crusader Mk I, Mk II
- Consort Mk I, Mk II, Mk III, Mk IV
- Highway – (autobus à 1 étage - single deck)
- Panorama
- Embassy I, II, III, IV
- Panorama I & II
- Panorama Elite, Elite Express
- Panorama Elite II, Elite Express II
- Panorama Elite III, Elite Express III
- Panorama IV - sur châssis Bedford SB & VAS
- Derwent, Derwent II - autobus single deck
- Supreme I, II, III, IV, V, VI - la 1ère version du Supreme sur châssis Bristol LHS & Bedford PJK est connue sous l'appellation Panorama Supreme
- Viewmaster - 1er autocar de 3,5 mètres de haut de Grande-Bretagne
- Bustler – Autobus single deck
- Paramount 3200, 3500, 4000, Mk I, Mk II, Mk III - avec version poste de conduite bas
- Plaxton Expressliner - Paramount III pour la compagnie "National Express Coaches"
- Derwent 3000 – autobus single deck
- Plaxton 321 - version de 1989 du Duple 320 après le rachat de Duple
- Plaxton 425 - version après le rachat de Duple 425 fabriqué par la  Carrosserie Lorraine (France)
- Verde – pour châssis avec moteur arrière Dennis Lance, Volvo B10B & Scania N113
- Excalibur – sur châssis Volvo B10M & B12T
- Premiere 320, 350 – sur châssis Volvo B10M, Scania K93, Dennis Javelin notamment
- Prima – sur châssis Volvo B7R, DAF SB3000
- Prestige – volant à gauche et à droite pour l'exportation sur châssis Volvo B12R
- Prestige – autobus à 1 étage sur châssis actualisé Northern Counties
- President – autobus à impériale
- Beaver / Beaver 2 / Beaver 3 – Minibus sur châssis fourgon Mercedes-Benz
- Pointer / Pointer 2 – sur châssis Dennis Dart/Dart SLF & Volvo B6/B6LE
- Paragon – sur châssis Volvo B10M, B12M & B12B, Dennis R-Series, MAN 18.310 & Irisbus EuroRider
- Profile (10 & 12m)[17] – sur châssis Volvo B7R & Dennis Javelin
- Primo / Primo 2 – Midibus construit sur le châssis Enterprise Bus Plasma
- Centro – pour châssis autobus 1 étage VDL SB120, SB200, MAN 12.240, 14.220 & Volvo B7RLE
- Cheetah (8.5m)[18] – sur le châssis du Mercedes-Benz Vario

### Renvois d'images
1. ↑  « SCT '61 – Galerie photo », sur www.sct61.org.uk
2. ↑  « SCT '61 – Galerie photo », sur www.sct61.org.uk
3. ↑  « SCT '61 – galerie photo », sur www.sct61.org.uk
4. ↑  « SCT '61 – John Boylett Memorial Collection 3ème partie – 1960–62 », sur www.sct61.org.uk
5. ↑  « SCT '61 – Galerie photo », sur www.sct61.org.uk
6. ↑  « SCT '61 – Galerie photo », sur www.sct61.org.uk
7. ↑  « SCT '61 – Eric Thompson Memorial Collection », sur www.sct61.org.uk
8. ↑  « SCT '61 – Galerie photo », sur www.sct61.org.uk
9. ↑  « SCT '61 – Galerie photo », sur www.sct61.org.uk
10. ↑  « SCT '61 – Plaxton carrosseries de 1960 à 1975 – Lightweights », sur www.sct61.org.uk
11. ↑  « FDT 901C: Housden, Loughborough », 23 février 2012